# Маньяно
Маньяно (італ. Magnano, п'єм. Magnan) — муніципалітет в Італії, у регіоні П'ємонт,  провінція Б'єлла.
Маньяно розташоване на відстані близько 540 км на північний захід від Рима, 60 км на північний схід від Турина, 10 км на південь від Б'єлли. Діє унікальна чернеча громада Бозе.
Населення — 411 осіб (2014).
Покровитель — San Secondo.

## Демографія
Населення за роками:

Станом на 1 січня 2023 року в муніципалітеті офіційно проживали 22 іноземці з 14 країн, серед них 10 громадян країн Євросоюзу.

## Сусідні муніципалітети
- Болленго
- Черріоне
- Палаццо-Канавезе
- Півероне
- Торраццо
- Цимоне
- Цуб'єна